# Wapen van Nieuwlande

Wapen van Nieuwlande

Het wapen van Nieuwlande werd waarschijnlijk op 31 juli 1817 bevestigd door de Hoge Raad van Adel voor de inmiddels in 1816 opgeheven Zeeuwse gemeente Nieuwlande. Nieuwlande was toen opgegaan in de gemeente Krabbendijke. Na opheffing van die laatste gemeente in 1970 maakt Nieuwlande nu deel uit van gemeente Reimerswaal.
In de database van de Hoge Raad van Adel is een verkeerde koppeling gelegd tussen de gegevens van Nieuwlande en de wapenafbeelding. Deze afbeelding is onterecht gekoppeld  aan gemeente Nieuwland (Walcheren). Daar veel Zeeuwse wapens op 31 juli 1817 bevestigd werden en deze datum ook vermeld staat op de pagina van gemeente Nieuwland (Walcheren), is deze datum aangehouden voor de bevestiging van het wapen van Nieuwlande.

## Blazoenering
De blazoenering van het wapen luidde als volgt:
Van zilver, beladen met een golvende fasce van lazuur en chef van goud, beladen met een halve maan van keel.
De heraldische kleuren zijn zilver (wit), lazuur (blauw), goud (goud of geel) en keel (rood). In het register van de Hoge Raad van Adel zelf wordt geen beschrijving gegeven, maar een afbeelding.

## Verklaring
Bij de site Nederlandse Gemeentewapens is de oorsprong van het wapen niet bekend. Wel is het opmerkelijk dat het wapen identiek is aan het wapen van Nieuw- en Sint Joosland, terwijl geen link bestaat tussen beide gemeenten. Ook komt het wapen van Nieuwlande nagenoeg overeen met het in 1948 verleende wapen van ambachtsheerlijkheid Nieuwland, alleen is deze laatste voorzien van een gravenkroon. Het manuscript van Schoemaker uit de 18e eeuw noemt het wapen, maar deze wordt niet genoemd in de Nieuwe Cronijk van Zeeland van Smallegange eind 17e eeuw. Wel noemt Smallegange het als een familiewapen van de Amsterdamse familie Hartsinck, maar deze hebben geen link met Nieuwland of Nieuwlande.

## Verwante wapens

Wapen van Nieuw- en Sint Joosland
Wapen van de heerlijkheid Nieuwland

Aagtekerke
· Aardenburg
· Arnemuiden
· Axel
· Baarland
· Bath
· Biervliet
· Biggekerke
· Bloois
· Bommenede
· Borssele
· Boschkapelle
· Botland
· Breskens
· Brigdamme
· Brijdorpe
· Brouwershaven
· Bruinisse
· Burgh
· Buttinge
· Cadzand
· Clinge
· Colijnsplaat
· Domburg
· Dreischor
· Driewegen
· Duiveland
· Duivendijke
· Elkerzee
· Ellemeet
· Ellewoutsdijk
· Eversdijk
· Gapinge
· Graauw en Langendam
· 's-Gravenpolder
· Grijpskerke
· Groede
· Haamstede
· 's-Heer Abtskerke
· 's-Heer Arendskerke
· 's-Heer Hendrikskinderen
· 's-Heerenhoek
· Heille
· Heinkenszand
· Hengstdijk
· Hoedekenskerke
· Hoek
· Hontenisse
· Hoofdplaat
· Hoogelande
· IJzendijke
· Kapelle
· Kats
· Kattendijke
· Kerkwerve
· Klaaskinderkerke
· Kleverskerke
· Kloetinge
· Koewacht
· Kortgene
· Koudekerke
· Krabbendijke
· Kruiningen
· Looperskapelle
· Maire
· Mariekerke
· Meliskerke
· Middenschouwen
· Nieuw- en Sint Joosland
· Nieuwerkerk
· Nieuwerkerke
· Nieuwlande
· Nieuwvliet
· Nisse
· Noordgouwe
· Noordwelle
· Oostburg
· Oosterland
· Oostkapelle
· Oost-Souburg
· Oost- en West-Souburg
· Ossenisse
· Oud-Vossemeer
· Oudelande
· Ouwerkerk
· Overslag
· Ovezande
· Philippine
· Poortvliet
· Renesse
· Rengerskerke en Zuidland
· Retranchement
· Rilland
· Rilland-Bath
· Ritthem
· Sas van Gent
· Scherpenisse
· Schoondijke
· Schore
· Serooskerke (Schouwen-Duiveland)
· Serooskerke (Veere)
· Sinoutskerke en Baarsdorp
· Sint Anna ter Muiden
· Sint-Annaland
· Sint Jansteen
· Sint Kruis
· Sint Laurens
· Sint-Maartensdijk
· Sint Philipsland
· Sirjansland
· Sluis
· Sluis-Aardenburg
· Stavenisse
· Stoppeldijk
· Valkenisse (Walcheren)
· Valkenisse (Zuid-Beveland)
· Vogelwaarde
· Vrouwenpolder
· Waarde
· Waterlandkerkje
· Wemeldinge
· West-Souburg
· Westdorpe
· Westenschouwen
· Westerschouwen
· Westkapelle
· Westkapelle-Buiten en Sirpoppekerke
· Westkerke
· Wissekerke
· Wissenkerke
· Wolphaartsdijk
· Yerseke
· Zaamslag
· Zierikzee
· Zonnemaire
· Zoutelande
· Zuiddorpe
· Zuidzande
· Zwake

Dorpswapens: Geersdijk
· Hansweert
· Kamperland